# 505
Năm 505 là một năm trong lịch Julius.